# Wainia forficulina
Wainia forficulina is een vliesvleugelig insect uit de familie Megachilidae. De wetenschappelijke naam van de soort werd voor het eerst geldig gepubliceerd in 1921 door Theodore Dru Alison Cockerell.